# Micaosi
Micaosi (Mika’osi) ist ein Ort in der Provinz Centro Sur in Äquatorialguinea. Er liegt etwa 8 km nordöstlich von Evinayong.

## Geographie
Der Ort liegt nordöstlich von Evinayong zwischen Niefang, Ndyong und Ndyengayong.

## Klima
Nach dem Köppen-Geiger-System zeichnet sich Micaosi durch ein tropisches Klima mit der Kurzbezeichnung Am aus.